# 122-я стрелковая дивизия
122-я стрелко́вая диви́зия — воинское соединение Вооружённых Сил СССР во Второй мировой войне

## История
Сформирована в сентябре 1939 года в Ельце (Орловский ВО) на базе полка 6-й стрелковой дивизии.
По завершении формирования соединение было передислоцировано в Белорусский Особый ВО, где в составе 24-го стрелкового корпуса 4-й армии Белорусского фронта участвовала в Польском походе 1939 года.
По окончании польской кампании дивизия первоначально была размещена в Брест-Литовске, а в начале ноября 1939 была направлена в Северную Карелию (ЛВО). Здесь дивизия в составе 9-й армии участвовала в Советско-финляндской войне, действуя на направлении Салла. Хотя наступление дивизии и не достигло цели, 122-я стрелковая дивизия оказалась фактически единственным соединением 9-й армии, которое смогло избежать окружения и тяжёлых потерь в ходе этой войны.
По окончании Зимней войны дивизия продолжала дислоцироваться в районе Кандалакши.
В период Великой Отечественной войны входила в состав действующей армии с 22.06.1941 по 14.11.1944 и с 02.12.1944 по 09.05.1945.
На 22.06.1941 года занимала позиции по государственной границе СССР от района западнее Алакуртти на севере до границы Северного полярного круга на юге.
В июле — ноябре 1941 года части дивизии в составе 42-го стрелкового корпуса 14-й армии Северного (с 23.09.1941 — Карельского) фронта приняли участие в оборонительных боях против германского XXXVI армейского корпуса армии «Норвегия». В ходе боёв части дивизии остановили продвижение противника, не допустив его выхода к Кандалакше и Кировской железной дороге. После завершения оборонительного сражения на кандалакшском направлении 122-я сд вплоть до осени 1944 занимала здесь позиционную оборону.
По окончании боевых действий между СССР и Финляндией 122-я сд с остальными соединениями 19-й армии 05.09—05.10.1944 участвовала в преследовании противника на кандалакшском и кестеньгском направлениях: преследовала отступающий к советско-финляндской границе XXXVI горный корпус вермахта.
02.12.1944 122-я сд с остальными соединениями армии была выведена в резерв Ставки ВГК и к началу декабря 1944 передислоцирована на 2-й Украинский фронт. Вскоре, однако, дивизия перебрасывается на 3-й Украинский фронт, где действует в составе 133-го стрелкового корпуса 26-й армии, а с марта 1945 — 57-й армии. Дивизия участвовала в Будапештской наступательной (январь-февраль 1945), Балатонской оборонительной (06-15.03.1945), Венской наступательной (16.03-15.04.1945), Грацско-Амштеттенской наступательной (15.04-09.05.1945) операциях.
Расформирована директивой Ставки ВГК № 11098 от 29.05.1945.

## Полное название
122-я стрелковая ордена Кутузова дивизия

## Подчинение
| Дата            | Фронт (округ)               | Армия      | Корпус                            | Примечания                    |
| --------------- | --------------------------- | ---------- | --------------------------------- | ----------------------------- |
| 22.06.1941 года | Ленинградский военный округ | 14-я армия | 42-й стрелковый корпус            | с 24.06.1941 — Северный фронт |
| 01.07.1941 года | Северный фронт              | 14-я армия | 42-й стрелковый корпус            | -                             |
| 10.07.1941 года | Северный фронт              | 14-я армия | 42-й стрелковый корпус            | -                             |
| 01.08.1941 года | Северный фронт              | 14-я армия | 42-й стрелковый корпус            | -                             |
| 01.09.1941 года | Карельский фронт            | 14-я армия | 42-й стрелковый корпус            | -                             |
| 01.10.1941 года | Карельский фронт            | 14-я армия | 42-й стрелковый корпус            | по 14.10.1941                 |
| 01.11.1941 года | Карельский фронт            | 14-я армия | -                                 | -                             |
| 01.12.1941 года | Карельский фронт            | 14-я армия | -                                 | -                             |
| 01.01.1942 года | Карельский фронт            | 14-я армия | -                                 | -                             |
| 01.02.1942 года | Карельский фронт            | 14-я армия | -                                 | -                             |
| 01.03.1942 года | Карельский фронт            | 14-я армия | -                                 | -                             |
| 01.04.1942 года | Карельский фронт            | 14-я армия | -                                 | по 04.04.1942                 |
| 01.05.1942 года | Карельский фронт            | 19-я армия | -                                 | -                             |
| 01.06.1942 года | Карельский фронт            | 19-я армия | -                                 | -                             |
| 01.07.1942 года | Карельский фронт            | 19-я армия | -                                 | -                             |
| 01.08.1942 года | Карельский фронт            | 19-я армия | -                                 | -                             |
| 01.09.1942 года | Карельский фронт            | 19-я армия | -                                 | -                             |
| 01.10.1942 года | Карельский фронт            | 19-я армия | -                                 | -                             |
| 01.11.1942 года | Карельский фронт            | 19-я армия | -                                 | -                             |
| 01.12.1942 года | Карельский фронт            | 19-я армия | -                                 | -                             |
| 01.01.1943 года | Карельский фронт            | 19-я армия | -                                 | -                             |
| 01.02.1943 года | Карельский фронт            | 19-я армия | -                                 | -                             |
| 01.03.1943 года | Карельский фронт            | 19-я армия | -                                 | -                             |
| 01.04.1943 года | Карельский фронт            | 19-я армия | -                                 | -                             |
| 01.05.1943 года | Карельский фронт            | 19-я армия | -                                 | -                             |
| 01.06.1943 года | Карельский фронт            | 19-я армия | -                                 | -                             |
| 01.07.1943 года | Карельский фронт            | 19-я армия | -                                 | -                             |
| 01.08.1943 года | Карельский фронт            | 19-я армия | -                                 | -                             |
| 01.09.1943 года | Карельский фронт            | 19-я армия | -                                 | -                             |
| 01.10.1943 года | Карельский фронт            | 19-я армия | -                                 | -                             |
| 01.11.1943 года | Карельский фронт            | 19-я армия | -                                 | -                             |
| 01.12.1943 года | Карельский фронт            | 19-я армия | -                                 | -                             |
| 01.01.1944 года | Карельский фронт            | 19-я армия | -                                 | -                             |
| 01.02.1944 года | Карельский фронт            | 19-я армия | -                                 | -                             |
| 01.03.1944 года | Карельский фронт            | 19-я армия | -                                 | -                             |
| 01.04.1944 года | Карельский фронт            | 19-я армия | -                                 | -                             |
| 01.05.1944 года | Карельский фронт            | 19-я армия | -                                 | -                             |
| 01.06.1944 года | Карельский фронт            | 19-я армия | -                                 | -                             |
| 01.07.1944 года | Карельский фронт            | 19-я армия | -                                 | -                             |
| 01.08.1944 года | Карельский фронт            | 19-я армия | -                                 | -                             |
| 01.09.1944 года | Карельский фронт            | 19-я армия | -                                 | по 01.09.1944                 |
| 01.10.1944 года | Карельский фронт            | 19-я армия | 134-й стрелковый корпус           | -                             |
| 01.11.1944 года | Карельский фронт            | 19-я армия | 134-й стрелковый корпус           | -                             |
| 01.12.1944 года | Резерв Ставки ВГК           | 19-я армия | -                                 | -                             |
| 01.01.1945 года | 2-й Украинский фронт        | -          | 133-й стрелковый корпус           | -                             |
| 01.02.1945 года | 3-й Украинский фронт        | 26-я армия | 133-й стрелковый корпус           | -                             |
| 01.03.1945 года | 3-й Украинский фронт        | 26-я армия | 133-й стрелковый корпус           | -                             |
| 01.04.1945 года | 3-й Украинский фронт        | 57-я армия | 6-й гвардейский стрелковый корпус | -                             |
| 01.05.1945 года | 3-й Украинский фронт        | 57-я армия | 133-й стрелковый корпус           | -                             |

## Состав
- 420-й стрелковый полк
- 596-й стрелковый полк
- 715-й стрелковый полк
- 285-й артиллерийский полк
- 369-й гаубичный артиллерийский полк (до 20.10.1941)
- 208-й отдельный истребительно-противотанковый дивизион
- 392-я зенитная батарея (252-й отдельный зенитно-артиллерийский дивизион) — до 10.06.1943
- 370-й миномётный дивизион — с 20.11.1942 по 09.11.1943
- 153-й разведывательный батальон (153-я разведывательная рота)
- 223-й сапёрный батальон
- 256-й отдельный батальон связи (799-я отдельная рота связи)
- 172-й медико-санитарный батальон
- 126-я отдельная рота химический защиты
- 205-я автотранспортная рота (193-й автотранспортный батальон)
- 320-я полевая хлебопекарня (123-я, 80-я полевая хлебопекарня)
- 42-й дивизионный ветеринарный лазарет
- 36-я дивизионная артиллерийская мастерская
- 114-я полевая почтовая станция
- 195-я полевая касса Госбанка

## Командиры
- Шевченко, Пётр Семёнович (05.09.1939 — 28.08.1941), комбриг, с 04.06.1940 генерал-майор;
- Сонников, Григорий Леонтьевич (??.10.1940 — ??.12.1940), полковник

- Шевченко, Пётр Семёнович (??.05.1941 — 28.08.1941), генерал-майор;
- Буковский, Сергей Иванович Нач.штаба дивизии (ВрИД командира. 15.08.1941 — 10.1941),полковник;
- Мещеряков, Николай Николаевич (15.10.1941 — 29.03.1943), полковник;
- Моложаев, Василий Николаевич (30.03.1943 — 06.07.1943), полковник, с 18.05.1943 генерал-майор;
- Перепич, Григорий Фёдорович (07.07.1943 — 12.02.1944), полковник;
- Величко, Алексей Никонович (13.02.1944 — 13.04.1945), полковник, с 02.11.1944 генерал-майор;
- Сидоренко, Тимофей Ильич (14.04.1945 — 09.05.1945), полковник.

## Награды
| Награда                   | Дата                | За что награждена |
| ------------------------- | ------------------- | --- |
| Орден Кутузова II степени | 26 апреля 1945 года | награждена указом Президиума Верховного Совета СССР от 26 апреля 1945 года за образцовое выполнение заданий командования в боях с немецкими захватчиками при овладении городом Надьканижа и проявленные при этом доблесть и мужество. |

## Отличившиеся воины дивизии
| Награда | Ф. И. О.                       | Должность                                                      | Звание  | Дата награждения    | Примечания |
| ------- | ------------------------------ | -------------------------------------------------------------- | ------- | ------------------- | ---------- |
|         | Афонченко, Николай Афанасьевич | помощник командира взвода пешей разведки 420 стрелкового полка | сержант | 28 апреля 1945 года |            |
|         | Казаков, Степан Терентьевич    | командир 596-го стрелкового полка                              | майор   | 21.05.1940          | посмертно  |
|         | Козьмин, Иван Иванович         | командир батальона 420-го стрелкового полка                    | капитан | 21.05.1940          | посмертно  |

## Известные люди, связанные с дивизией
1. Маргелов, Василий Филиппович, в ноября 1939 года  по март 1940 года командир батальона, помощник командира 596-го стрелкового полка. Впоследствии советский военачальник, командующий Воздушно-десантными войсками, генерал армии.
2. Дегтярёв, Николай Николаевич — с июня  1940 года по сентябрь 1941 года служил  начальником 5-го отделения штаба дивизии, начальником штаба дивизии. Впоследствии советский военачальник, полковник.
3. Корочкин, Александр Алексеевич — с ноября 1940 года по ноябрь 1942 года  начальник артиллерии дивизии. Впоследствии советский военачальник, генерал-майор.
4. Мегер, Павел Власович, повар ледокольного парохода «Георгий Седов», 812 дней дрейфовавшего в Северном Ледовитом океане c 1937 по 1940 год. В годы ВОВ — разведчик 420-го стрелкового полка, старшина. Погиб 23.02.1942 года.
5. Огарков, Николай Васильевич, с мая 1944 года по октябрь 1945 года дивизионный инженер. Впоследствии начальник Генерального Штаба СССР, Маршал Советского Союза.

6.Буковский,Сергей Иванович                
- с января 1940 года командир 596 стр.полка.
- в 1941 году Нач.Штаба 122 стр.дивизии.
- с августа по15 октября 1941 года ВРИД командира 122 стр.див.
Впоследствии советский военачальник. 1 Зам.Нач.Штаба ТУРК ВО.Генерал-майор.